# 11. letalskolovska divizija (NOVJ)
11. letalskolovska divizija je bila partizanska letalska divizija, ki je delovala v sklopu NOV in POJ v Jugoslaviji med drugo svetovno vojno.
Ustanovljena je bila 29. decembra 1944.